# Alexandru Vaida-Voevod
Alexandru Vaida-Voevod eller Alexandru Vaida-Voievod (27. februar 1872 i Bobâlna, Transsylvanien, dengang i Østrig-Ungarn - 19. marts 1950 i Sibiu, Rumænien) var en rumænsk politiker.
Han var premierminister og udenrigsminister i 1919-1920, og blev igen premierminister i 1932 og 1933